# Fonjumetaw
Fonjumetaw est l’un des villages de la municipalité d’Alou, située dans le département de Lebialem, dans la Région du Sud-Ouest du Cameroun.